# Europaspiele 2023/Teilnehmer (Ungarn)
| Gelbes Symbol für Goldmedaillen mit stilisierten Olympischen Ringen | Graues Symbol für Silbermedaillen mit stilisierten Olympischen Ringen | Braundes Symbol für Bronzemedaillen mit stilisierten Olympischen Ringen |
| ------------------------------------------------------------------- | --------------------------------------------------------------------- | ----------------------------------------------------------------------- |
| 10                                                                  | 10                                                                    | 18                                                                      |

Ungarn nahm mit 242 Athleten an den Europaspielen 2023 in Krakau teil.

## Medaillengewinner
| Name/n | Sportart           | Wettkampf                                              |
| --- | ------------------ | ------------------------------------------------------ |
| Gold |                    |                                                        |
| Zalán Pekler Eszter Mészáros | Schießen           | 10 m Luftgewehr Mixed-Team                             |
| Zalán Pekler | Schießen           | 50 m Kleinkaliber Dreistellungskampf Männer            |
| Soma Hammerl Zalán Pekler István Péni | Schießen           | 10 m Luftgewehr Mannschaft Männer                      |
| Soma Hammerl Zalán Pekler István Péni | Schießen           | 50 m Kleinkaliber Dreistellungskampf Mannschaft Männer |
| Ádám Varga | Kanu               | K1 500 m Männer                                        |
| Tibor Andrásfi Máté Tamás Koch Dávid Nagy Gergely Siklósi | Fechten            | Degen Mannschaft Männer                                |
| Balázs Katz Lea Vasas | Teqball            | Mixed Doppel                                           |
| Zsanett Janicsek Lea Vasas | Teqball            | Frauen Doppel                                          |
| Martin Bálint | Kickboxen          | Point Fighting (Halbmittelgewicht bis 74,0 kg)         |
| Csaba Bányik Balázs Katz | Teqball            | Männer Doppel                                          |
| Silber |                    |                                                        |
| Ádám Balogh Balázs Csuka Norbert Gyene Péter Hajdú András John László Kovácsovics Attila Kun László Nahaj Csanád Neukum Bence Rozmán Patrik Vizes Bence Zakics | Beachhandball      | Männer                                                 |
| Bianka Kéri | Leichtathletik     | 800 m Frauen                                           |
| Luana Márton | Taekwondo          | Federgewicht Frauen (bis 57 kg)                        |
| Flóra Pásztor | Fechten            | Degen Frauen                                           |
| Nándor Ecseki Dóra Madarász | Tischtennis        | Mixed Doppel                                           |
| Mihály Koleszár Kamilla Réti | Moderner Fünfkampf | Mixed-Staffel                                          |
| Lili Büki Anna Kun Eszter Muhari Dorina Wimmer | Fechten            | Degen Mannschaft Frauen                                |
| Andrea Busa | Kickboxen          | Point Fighting Mittelgewicht Frauen (bis 60,0 kg)      |
| Lajos Fesu | Kickboxen          | Leichtkontakt Mittelgewicht Männer (bis 79,0 kg)       |
| Alida Dóra Gazsó | Kanu               | K1 500 m Frauen                                        |
| Bronze |                    |                                                        |
| Giada Bragato Bianka Nagy | Kanu               | C2 500 m Frauen                                        |
| Richárd Kovács | Boxen              | Halbweltergewicht Männer (bis 63,5 kg)                 |
| Anna Kun | Fechten            | Degen Frauen                                           |
| Anna Hámori | Boxen              | Weltergewicht Frauen (bis 66 kg)                       |
| Kelen Bailey | Taekwondo          | Mittelgewicht Männer (bis 74 kg)                       |
| Áron Szilágyi | Fechten            | Säbel Männer                                           |
| Luca Patakfalvy | Taekwondo          | Bantamgewicht Frauen (bis 53 kg)                       |
| Ágnes Kiss | Kanu               | C1 500 m Frauen                                        |
| Alida Dóra Gazsó Tamara Csipes | Kanu               | K2 500 m Frauen                                        |
| Sugár Katinka Battai Renáta Katona Liza Pusztai Luca Szűcs | Fechten            | Säbel Mannschaft Frauen                                |
| Szonja Török | Kickboxen          | Point Fighting Federgewicht Frauen (bis 50,0 kg)       |
| Richárd Veres | Kickboxen          | Point Fighting Männer (Leichtgewicht bis 63,0 kg)      |
| Cintia Czégény | Kickboxen          | Vollkontakt Mittelgewicht Frauen (bis 60,0 kg)         |
| Gergely Kiss Zsanett Bragmayer Gergő Dobi Márta Kropkó | Triathlon          | Mixed Staffel                                          |
| Gergő Száraz | Kickboxen          | Leichtkontakt Leichtgewicht Frauen (bis 63,0 kg)       |
| Anna Kondár | Kickboxen          | Point Fighting Schwergewicht Frauen (bis 70,0 kg)      |
| Csaba Bőhm | Moderner Fünfkampf | Einzel Männer                                          |
| Mihály Koleszár Kamilla Réti | Moderner Fünfkampf | Mixed Staffel                                          |

## Teilnehmer nach Sportarten

### Badminton
- Gergő Pytel
- Vivien Sándorházi

### 3×3 Basketball
| Wettbewerb    | Frauen                                                |
| ------------- | ----------------------------------------------------- |
| Athleten      | Boglárka Bach Zsófia Jáhni Fanni Szabó Virág Weninger |
| Gruppenphase  | Tschechien 15:21 Frankreich 8:22 Lettland 20:8        |
| Viertelfinale | ausgeschieden                                         |
| Halbfinale    | ausgeschieden                                         |
| Finale        | ausgeschieden                                         |
| Rang          | 14                                                    |

### Beachhandball
| Wettbewerb    | Männer |
| ------------- | --- |
| Athleten      | Ádám Balogh Balázs Csuka Norbert Gyene Péter Hajdú András John László Kovácsovics Attila Kun László Nahaj Csanád Neukum Bence Rozmán Patrik Vizes Bence Zakics |
| Trainer       | Tamás Hajdu |
| Gruppenphase  | Portugal 2:0 (26:16), (18:16) Deutschland 2:1 n. So.(25:24), (20:23), (9:8) Kroatien 2:0 (26:19), (28:18)                                                      |
| Viertelfinale | Polen 2:1 (25:16), (20:21 (GG)) |
| Halbfinale    | Portugal 2:0 (22:20), (20:14) |
| Finale        | Spanien 1:2 n. So. (22:23), (25:24 (GG)), (12:13) |
| Rang          | Silber |

### Bogenschießen
- Mátyás Balogh
- László Szijártó

### Boxen
- Pylyp Akilov
- Attila Bernáth
- László Felföldi
- Anna Hámori
- Levente Kiss
- Richárd Kovács
- Hanna Lakotár
- Soma Mester
- Petra Mezei
- Tímea Nagy
- Makszim Pilipec
- Roland Veres

### Fechten
- Tibor Andrásfi
- Albert Bagdányi
- Sugár Katinka Battai
- Lili Büki
- Tamás Decsi
- Dániel Dósa
- Csanád Gémesi
- Renáta Katona
- Máté Tamás Koch
- Kata Kondricz
- Fanni Kreiss
- Anna Kun
- Dóra Lupkovics
- Eszter Muhari
- Dávid Nagy
- Flóra Pásztor
- Liza Pusztai
- Gergely Siklósi
- András Szatmári
- Gergő Szemes
- Áron Szilágyi
- Luca Szűcs
- Gergely Tóth
- Jázmin Tóth
- Dorina Wimmer

### Judo
- Miklós Cirjenics
- Jennifer Czerlau
- Szabina Gercsák
- Roland Gőz
- Rózsa Gyertyás
- Réka Pupp
- Péter Sáfrány
- Nikolett Sági
- Richárd Sipöcz
- Áron Szabó
- Dániel Szegedi

### Kanu

#### Kanurennsport
- Balázs Adolf
- Virág Balla
- Giada Bragato
- Tamara Csipes
- Kolos Csizmadia
- Ádám Fekete
- Sára Fojt
- Alida Dóra Gazsó
- Dóra Hadvina
- Jonatán Hajdu
- Ágnes Kiss
- Kristóf Kollár
- István Kuli
- Anna Lucz
- Bence Nádas
- Bianka Nagy
- Noémi Pupp
- Eszter Rendessy
- Tamás Szántói-Szabó
- Sándor Tótka
- Bence Vajda
- Ádám Varga

#### Kanuslalom
- Zita Lakner
- Koppány Rácz
- Sára Seprenyi

### Karate

#### Kata
- Botond Nagy

#### Kumite
- Yves Tadissi

### Kickboxen
- Martin Bálint
- Andrea Busa
- Cintia Czégényi
- Lajos Fésű
- Anna Kondár
- Rita Nagy
- Gergő Száraz
- Szonja Török
- Richárd Veres

### Leichtathletik
| Team   | Wettbewerb  | Wettbewerb | Punkte | Punkte | Punkte | Punkte | Punkte | Punkte | Punkte     | Punkte    | Punkte    | Punkte      | Punkte           | Punkte      | Punkte    | Punkte     | Punkte     | Punkte         | Punkte     | Punkte     | Punkte     | Punkte | Rang |
| Team   | Wettbewerb  | Wettbewerb | 100 m  | 200 m  | 400 m  | 800 m  | 1500 m | 5000 m | 110 m Hü.* | 400 m Hü. | 4 × 100 m | 4 × 400 m** | 3000 m Hindernis | Kugelstoßen | Speerwurf | Hammerwurf | Diskuswurf | Stabhochsprung | Hochsprung | Dreisprung | Weitsprung | Gesamt | Rang |
| ------ | ----------- | ---------- | ------ | ------ | ------ | ------ | ------ | ------ | ---------- | --------- | --------- | ----------- | ---------------- | ----------- | --------- | ---------- | ---------- | -------------- | ---------- | ---------- | ---------- | ------ | ---- |
| Ungarn | 2. Division | Männer     | 5      | 13     | 16     | 15     | 12     | 8      | 15         | 10        | 14        | 12          | 16               | 8           | 13        | 15         | 10         | 11             | 11,5       | 11         | 12         | 456,5  | 1    |
| Ungarn | 2. Division | Frauen     | 14     | 14     | 14     | 15     | 11     | 14     | 16         | 14        | 16        | 12          | 0                | 16          | 12        | 15         | 12         | 15             | 10         | 8          | 13         | 456,5  | 1    |

* Die Frauen traten über 100 m Hürden, statt 110 m Hürden an.
** Die 4 × 400 m waren ein Mixed-Wettkampf.

#### Einzelresultate
| Wettbewerb       | Männer                                                     | Männer          | Männer | Männer      | Frauen                                                    | Frauen         | Frauen | Frauen      |
| Wettbewerb       | Athlet                                                     | Ergebnis        | Rang   | Rang Gesamt | Athletin                                                  | Ergebnis       | Rang   | Rang Gesamt |
| ---------------- | ---------------------------------------------------------- | --------------- | ------ | ----------- | --------------------------------------------------------- | -------------- | ------ | ----------- |
| 100 m            | Bence Boros                                                | 10,64 s         | 12     | 32          | Boglárka Takács                                           | 11,36 s        | 3      | 12          |
| 200 m            | Zoltán Wahl                                                | 20,92 s PB      | 04     | 12          | Alexa Sulyán                                              | 23,25 s        | 3      | 13          |
| 400 m            | Attila Molnár                                              | 45,30 s NU23R   | 01     | 06          | Janka Molnár                                              | 51,74 s NU23R  | 3      | 11          |
| 800 m            | Dániel Huller                                              | 1:47,11 min     | 02     | 08          | Bianka Kéri                                               | 1:59,80 min PB | 2      | Silber      |
| 1500 m           | István Szögi                                               | 3:43,30 min     | 05     | 17          | Lili Anna Vindics-Tóth                                    | 4:11,87 min PB | 6      | 08          |
| 5000 m           | Ferenc Soma Kovács                                         | 14:12,28 min SB | 09     | 19          | Viktória Wagner-Gyürkés                                   | 15:34,70 min   | 3      | 10          |
| 110/100 m Hürden | Bálint Szeles                                              | 13,68 s         | 02     | 10          | Luca Kozák                                                | 12,89 s SB     | 1      | 05          |
| 400 m Hürden     | Árpád Bánóczy                                              | 51,69 s         | 07     | 23          | Janka Molnár                                              | 56,86 s        | 3      | 13          |
| 3000 m Hindernis | István Palkovits                                           | 8:43,82 min     | 01     | 12          | Zita Urbán                                                | DNF            | DNF    | DNF         |
| 4 × 100 m        | Dominik Illovszky Bence Boros Dániel Szabó Patrik Bundschu | 39,67 s SB      | 03     | 15          | Gréta Kerekes Jusztina Csóti Boglárka Takács Alexa Sulyán | 43,49 s =NR    | 1      | 06          |
| Kugelstoßen      | Balázs Tóth                                                | 18,04 m         | 09     | 27          | Anita Márton                                              | 17,74 m        | 1      | 05          |
| Speerwurf        | Norbert Rivasz-Tóth                                        | 78,25 m         | 04     | 10          | Angéla Moravcsik                                          | 58,51 m        | 5      | 11          |
| Hammerwurf       | Donát Varga                                                | 73,75 m         | 02     | 06          | Réka Gyurátz                                              | 67,15 m        | 2      | 11          |
| Diskuswurf       | Róbert Szikszai                                            | 59,80 m         | 07     | 14          | Dóra Kerekes                                              | 54,10 m        | 5      | 13          |
| Stabhochsprung   | Marcell Nagy                                               | 5,05 m          | 06     | 23          | Hanga Klekner                                             | 4,45 m =PB     | 2      | 08          |
| Hochsprung       | Gergely Török                                              | 2,15 m          | =5     | 12          | Fédra Fekete                                              | 1,84 m         | 7      | 17          |
| Dreisprung       | Dániel Szenderffy                                          | 15,50 m         | 06     | 19          | Beatrix Szabó                                             | 12,76 m        | 9      | 24          |
| Weitsprung       | Kristóf Pap                                                | 7,67 m          | 05     | =13         | Diána Lesti                                               | 6,48 m         | 4      | 09          |

| Wettbewerb | Mixed                                            | Mixed          | Mixed | Mixed       |
| Wettbewerb | Athleten                                         | Ergebnis       | Rang  | Rang Gesamt |
| ---------- | ------------------------------------------------ | -------------- | ----- | ----------- |
| 4 × 400 m  | Árpád Kovács Fanni Rapai Zoltán Wahl Virág Simon | 3:17,42 min SB | 5     | 17          |

Ersatz: Annabella Bogdán, Petra Bánhidi-Farkas, Márton Böndör, Gábor Czeller, Dániel Eszes, Kinga Farkas-Ohn, Tibor Galambos, Maja Gebauer, Csaba Horváth, Gergő Kiss, Anna Kocsis, László Kovács, Csaba Molnár, Sára Mátó, Petra Nyisztor, Mátyás Németh, Dániel Rába, Zalán Strigencz, Barbara Szabó, Balázs Vindics, Villő Viszkeleti

### Moderner Fünfkampf
- Luca Barta
- Csaba Bőhm
- Bence Demeter
- Michelle Gulyás
- Blanka Guzi
- Mihály Koleszár
- Kamilla Réti
- Balázs Szép

### Muay Thai
- Ajsa Nardelotti

### Padel
| Athleten                        | Wettbewerb | 1. Runde                             | 1. Runde | Achtelfinale  | Achtelfinale  | Viertelfinale | Viertelfinale | Halbfinale    | Halbfinale    | Finale        | Finale        | Rang |
| Athleten                        | Wettbewerb | Gegner                               | Erg.     | Gegner        | Erg.          | Gegner        | Erg.          | Gegner        | Erg.          | Gegner        | Erg.          | Rang |
| ------------------------------- | ---------- | ------------------------------------ | -------- | ------------- | ------------- | ------------- | ------------- | ------------- | ------------- | ------------- | ------------- | ---- |
| Frauen                          |            |                                      |          |               |               |               |               |               |               |               |               |      |
| Dóra Andrejszki Pálma Juhász    | Doppel     | Ajla Behram / Amanda Girdo           | 0:2      | ausgeschieden | ausgeschieden | ausgeschieden | ausgeschieden | ausgeschieden | ausgeschieden | ausgeschieden | ausgeschieden | 17   |
| Männer                          |            |                                      |          |               |               |               |               |               |               |               |               |      |
| Marcell Urvölgyi Olivér Szakács | Doppel     | Johannes Lindmeyer / Matthias Wunner | 0:2      | ausgeschieden | ausgeschieden | ausgeschieden | ausgeschieden | ausgeschieden | ausgeschieden | ausgeschieden | ausgeschieden | 17   |

### Radsport

#### BMX-Freestyle
| Athleten      | Wettbewerb | Qualifikation | Qualifikation | Finale | Finale | Rang |
| Athleten      | Wettbewerb | Punkte        | Rang          | Punkte | Rang   | Rang |
| ------------- | ---------- | ------------- | ------------- | ------ | ------ | ---- |
| Männer        |            |               |               |        |        |      |
| Zoltán Kempf  | Park       | 74,66         | 10            | 81,33  | 6      | 6    |
| Zoltán Újváry | Park       | 79,83         | 4             | 74,06  | 8      |      |

#### Mountainbike
- Virág Buzsáki
- Zsombor Paulmby

### Schießen
- Gitta Bajos
- Csaba Bartók
- Eszter Dénes
- Soma Hammerl
- Miriam Jakó
- Dorina Lovász
- Veronika Major
- Eszter Mészáros
- Zalán Pekler
- István Péni
- Bianka Pongrátz
- Renáta Sike
- Miklós Tátrai-Fejes
- Petra Tomor-Tones

### Sportklettern
- Péter Beliczky
- Nimród Tusnády

### Synchronschwimmen
- Blanká Barbócz
- Angelika Bastianelli
- Hanga Czinder-Galli
- Léna Fábos
- Lilien Götz
- Szabina Hungler
- Kira Kecskés
- Réka Márialigeti
- Léna Szórát
- Blanka Taksonyi
- Roxána Uy
- Elina Veréb

### Taekwondo
- Kelen Bailey
- Hanna Csáki
- Rebeka Füredi
- Levente Józsa
- Luana Márton
- Viviana Márton
- Orsolya Padla
- Csenge Patakfalvy
- Luca Patakfalvy
- Omar Salim
- Sharif Salim

### Teqball
- Csaba Bányik
- Zsanett Janicsek
- Balázs Katz
- Lea Vasas

### Tischtennis
- Bernadett Bálint
- Helga Dari
- Nándor Ecseki
- Dóra Madarász
- Bence Majoros
- Mercédesz Nagyváradi
- Ádám Szudi

### Triathlon
- Zsanett Bragmayer
- Zsombor Dévay
- Gergő Dobi
- Gergely Kiss
- Márta Kropkó
- Noémi Sárszegi

### Wasserspringen
- Eszter Kovács
- Patricia Kun
- Estilla Mosena